# Bolitoglossa nympha
Bolitoglossa nympha es una especie de salamandra de la familia Plethodontidae.
Es endémica de Guatemala; vive únicamente en la Sierra de Caral en el departamento de Izabal.